# The Body Remembers
The Body Remembers è il decimo album in studio della cantautrice statunitense Debbie Gibson, pubblicato nel 2021.

## Tracce
1. One Step Closer – 3:22
2. Runway – 3:33
3. Love Don't Care – 3:45
4. The Body Remembers – 4:03
5. Lost in Your Eyes, the Duet (with Joey McIntyre) – 3:39
6. Strings – 3:55
7. Legendary – 4:15
8. Freedom (featuring Ashba) – 3:19
9. Girls Night Out (VegasVibe Remix) – 4:24
10. Dance 4U – 3:19
11. What Are We Gonna Do? – 2:33
12. LuvU2Much – 2:28
13. Red Carpet Ready – 4:05
14. Tell Me Love – 4:02
15. Me Not Loving You – 4:27